# Интерактивни дијагностички модули
Интерактивни дијагностички модули  у интеракција са мултипланарним компјутеризованим томографским  реконструкцијама, лекарима и студентима медицине омогућава  проучавање  пацијената да би  боље визуелизовали и интерпретирали локацију и обим болести. Кликом у веб-базирани прегледник, корисник оовог модула скенира слућај  кроз аксијални, коронални и сагитални поглед; и поглед  анимиран у 3Д реконструкцији.

## Значај

### За студенте
Уз помоћ  интерактивног дијагностичког модула студенти ће моћи да решавају проблеме у области имиџинга, радиологије, техничког сервиса и подршке, управљању квалитетом, теститања перформаси уређаја, апликативног развоја. 
Очекује се да ће након стечених знања студент бити у могућности да асистира у планирању и реализацији радиотерапије, као и у пројектовању и реализацији пројекта, самостално или у тиму.

### За лекаре
- Омогућава дијагностичарима напредни мултифункционални радни простор који обједињује више специјалних радних станица ради лакшег коришћења и ниже укупне цене власништва.
- Побољшава  квалитет сложеног скрининга и хроничног праћења помоћу полуаутоматизованог модула за праћење.
- Побољшава дијагностичко самопоуздање и повећава број препорука уз  мултимедијално интерактивно извештавање.
- Обезбеђује онколозима податке о управљању лезијама који су им потребни за планирање лечења.
- Проширује скупове клиничких алата
- Омогућава мултимедијално извештавање
- Омогућаваа прецизније читање, повећану продуктивност и бољи клинички увид.
- Пружа могућност телерадиологије како би се болницама које не читају ЦТ скенове пружили квалитетни извештаји.[2]